# Frans Boyer
Frans Boyer est un acteur, réalisateur et scénariste français né le 11 octobre 1978 à Guéret. Il est parfois aussi crédité comme cascadeur. Il incarne le rôle principal du téléfilm Delacroix, d'Orient et d'Occident d'Arnaud Xainte.

## Filmographie

### Cinéma

#### Longs métrages
- 2005 : Les Brigades du Tigre de Jérôme Cornuau : Mobilard
- 2005 : Les Âmes grises d'Yves Angelo : le brancardier
- 2008 : Banlieue 13 : Ultimatum de Patrick Alessandrin : le flic sanitaire
- 2009 : Suerte de Jacques Séchaud
- 2009 : Lady Blood de Jean-Marc Vincent : le lascar
- 2009 : La Loi de Murphy de Christophe Campos : l'interne
- 2010 : À bout portant de Fred Cavayé : Capitaine Marek
- 2010 : La Tête ailleurs de Frédéric Pelle : Franck, le nouveau croupier
- 2012 : Augustine d'Alice Winocour : le secrétaire Conti
- 2013 : Je m'appelle Hmmm... d'Agnès B. : gendarme
- 2013 : Violette de Martin Provost : le jeune paysan
- 2015 : Un Français de Diastème : mari de Corinne
- 2016 : La Danseuse de Stéphanie Di Giusto
- 2017 : Au revoir là-haut d' Albert Dupontel : L'officier à la côte 113
- 2018 : Le Collier rouge de Jean Becker : Loubiot
- 2018 : At Eternity's Gate de Julian Schnabel : voisin
- 2020 : Adieu les cons de Albert Dupontel (Scène coupée)
- 2021 : Adieu monsieur Haffmann de Fred Cavayé

#### Courts et moyens métrages
- 2004 : Sophie s'enflamme de Christophe Leraie (moyen métrage)
- 2004 : Après tout de César Campoy (moyen métrage)
- 2005 : La Dépression du hamster de Katia Grivot
- 2006 : Revenante de Huber Attal
- 2007 : Dogfight d'Antoine Elizabé
- 2008 : Les Champions de Pascal Meyer
- 2009 : Tandis qu'en bas des hommes en armes… de Samuel Rondière
- 2009 : Juste un détour de Pierre Renverseau
- 2010 : Dernier Sang de Frédérick Vin
- 2012 : Date Inc de Jeanne Baron et Alexandra Robin
- 2012 : La Maison des Oubliés d'Alexandra Robin
- 2014 : Descente de Aymeric Nogué et François Grillères
- 2015 : C'est que du bonheur! de Frans Boyer
- 2017 : Kamérad de Matyas Vertési, Farid Afiri et Marc Desti
- 2021 : La légende des seigneurs assassins de Thierry Mauvignier

#### En tant que cascadeur
- 2010 : Le Baltringue de Cyril Sebas
- 2010 : La Princesse de Montpensier de Bertrand Tavernier
- 2015 : Moonwalkers d' Antoine Bardou-jacquet
- 2015 : Made in France de Nicolas Boukhrief
- 2015 : En mai, fais ce qu'il te plaît de Christian Carion
- 2016 : Raid dingue de Dany Boon
- 2018 : Un peuple et son roi de Pierre Schoeller
- 2018 : Kursk de Thomas Vinterberg
- 2020 : Le Lion de Ludovic Colbeau-Justin

### Télévision
- 2003 : L'Instit (épisode La Main dans la main, saison 7) de Roger Kahane : Bastien
- 2005 : Trois jours en juin de Philippe Venault (Téléfilm France 2) : Mathet
- 2006 : SOS 18 de Bruno Garcia (série France 2) : le policier no 2
- 2007 : La Vie à une de Frédéric Auburtin (téléfilm unitaire TF1) : le réceptionniste de la salle de sport
- 2008 : Rien dans les poches de Marion Vernoux (téléfilm) : le type agressif
- 2008 : Section de recherches de Gérard Marx (série TF1) : le gendarme du Samu
- 2009 : L'Évasion de Laurence Katrian (téléfilm unitaire TF1) : un policier
- 2009 : La Liberté générale de Didier Roten (docu-fiction): Victor Hugues
- 2009 : Mourir d'aimer de Josée Dayan (téléfilm unitaire) : le serveur du café chic
- 2010 : Empreintes criminelles de Christian Bonnet (série France 2) : un journaliste
- 2010 : La Nouvelle Maud de Bernard Malaterre (série France 3) : Brice
- 2010 : Marion Mazzano de Marc Angelo (série TF1) : La Pointe
- 2011 : Le Jour où tout a basculé de Thierry Esteves-Pinto (série France 2) : Aurélien
- 2011 : Saïgon, l'été de nos 20 ans de Philippe Venault (téléfilm) : l'opérateur état-major
- 2012 : Ainsi soient-ils de Rodolphe Tissot (série Arte, saison 1) : Baptiste Dawes
- 2012 : Profilage  - épisode #3.10 Captive de Julien Despaux (série TF1) : capitaine du RAID
- 2012 : Main courante de Jean-Marc Thérin (Série France 2) : Le Flic
- 2013 : No Limit - épisode de Ludovic Colbeau-Justin série TF1 : Policier Ambassade
- 2013 : Section de recherches - épisode #7.3 : Noces de sang de Delphine Lemoine (Série TF1) : Aérostier
- 2014 : Ainsi soient-ils de Rodolphe Tissot (série Arte, saison 2) : Baptiste Dawes
- 2014 : Interventions de Éric Summer Série TF1 : Le médecin du samu
- 2014 : Un village français de Jean-Philippe Amar série France 3 saison 6: Fernand
- 2015 : Le Fabuleux Destin d'Elisabeth Vigée Le brun d'Arnaud Xainte (Docu-fiction Arte) : Jean-Baptiste-Pierre Lebrun
- 2015 : Mon cher petit village de Gabriel Le Bomin (téléfilm unitaire Arte) : L'agriculteur
- 2015 : Mystère à la Tour Eiffel de Léa Fazer (Téléfilm France 2): Le gardien
- 2015 : La Boule noire de Denis Malleval (Téléfilm unitaire France 3 : Le médecin
- 2015 : En immersion de Philippe Haïm (Série Arte): Flic Van
- 2015 : Boulevard du Palais de (Jean-Marc Thérin) (Série France 3): Flic Uniforme
- 2016 : Mystère à l'opéra de Léa Fazer (Téléfilm France 2): Le gardien
- 2016 : Alex Hugo de Pierre Isoard (série France 2) : Serge Baudry
- 2016 : Trepalium de Vincent Lannoo (série Arte) : Actif
- 2016 : Les hommes de l'ombre de Frédéric Garson (série France 2) : Le garde du corps
- 2017 : Engrenages de Frédéric Jardin et Frédéric Mermoud (série Canal+) : Manu Da Costa
- 2017 : Origines de Nicolas Herdt (série France 2) : Le père Augereau
- 2018 : L'Art du crime de Chris Briant (série télévisée France 2 )
- 2018 : Delacroix, d'orient et d'occident d' Arnaud Xainte (téléfilm unitaire Arte) : Eugène Delacroix
- 2019 : Classe unique de Gabriel Aghion (Téléfilm France 3)
- 2020 : Dérapages de Ziad Doueiri (série Arte)
- 2020 : Petit secret en famille de Nicolas Filali (série TF1)
- 2020 : Meurtres à Cognac  de Adeline Darraux (série Meurtres à... France 3)
- 2021 : Le crime lui va si bien  de Stéphane Kappes (série France 2) : Maxime Morizot
- 2022 : Les Enfants des justes de Fabien Onteniente : Milicien
- 2022 : Darknet-sur-Mer (Prime Vidéo) : Hakim
- 2024 : Fortune de France de Christopher Thompson  : Bassano

#### En tant que cascadeur
- 2011 : Le Destin de Rome de Fabrice Hourlier (Série Arte)
- 2011 : Braquo de Philippe Haïm (Série Canal +)
- 2017 : Le tueur du lac de Jérôme Cornuau (série TF1)
- 2017 : Versailles de Christoph Scherew et Richard Clark (série canal +)
- 2018 : Maman a tort de François Velle (série France 2)
- 2018 : Capitaine Marleau de Josée Dayan (série France 3)
- 2018 : Victor Hugo, ennemi d'État de Jean-Marc Moutout (série France 2)
- 2019 : La Révolution de Aurélien Molas (série Netflix)
- 2020 : Paris Police 1900 de Frédéric Balekdjian (série Canal +)

## Participations
- 2021 : La légende de Thierry Mauvignier[1], réalisé par Dylan Besseau, documentaire Prime Video[2]

## Réalisation et scénario
- 2007 : Karmacoma (clip de démo)
- 2007 : Intervention (Court métrage)
- 2007 : Charognard & Cie (Court métrage)
- 2008 : Transistor (Court métrage)
- 2011 : L'Envol de l'émeraude (Court métrage)
- 2015 : C'est que du bonheur! (Court métrage)
- 2017 : L'émeraude (Long métrage) en développement
- 2018 : El Guacho (Long métrage) en développement
- 2018 : La croix et la bannière (Long métrage) en développement

## Doublage
- 2007 : Dans la vallée d'Elah de Paul Haggis
- 2009 : Harry Potter et le Prince de sang-mêlé de David Yates
- 2012 : True Blood de Michael Lehmann
- 2016 : Narcos de Andrés Baiz